# Duomo di Amburgo
Il duomo di Santa Maria (in tedesco: St. Marien-Dom) è la cattedrale cattolica dell'arcidiocesi di Amburgo. Si trova ad Amburgo, nel distretto di St. Georg, in Platz Am Mariendom, già Danziger Straße.

## Storia
La chiesa è stata costruita tra il 1889 ed il 1893 come chiesa parrocchiale della città di Amburgo, prima chiesa cattolica costruita ad Amburgo dopo la Riforma. Il progetto della chiesa, in stile neoromanico, è dell'architetto Arnold Güldenpfennig. Il disegno della facciata ovest è legato alla cattedrale di Brema. La chiesa fu consacrata il 28 giugno 1893 da Bernard Höting, vescovo di Osnabrück.
Durante la seconda guerra mondiale, in particolare durante il bombardamento della città di Amburgo nell'ambito dell'operazione Gomorrah, tutte le finestre, comprese le cinque vetrate con immagini della vita di Maria, e parti del tetto e della volta andarono distrutte.
Nel ristabilire l'arcidiocesi di Amburgo, dopo 1100 anni, il 7 gennaio 1995 la chiesa di Santa Maria è stata elevata a cattedrale.
Dal luglio 2007 la chiesa fu rimaneggiata. Con la consacrazione dell'altare il 23 novembre 2008, la nuova cattedrale di Santa Maria è stata riaperta.

## Galleria d'immagini

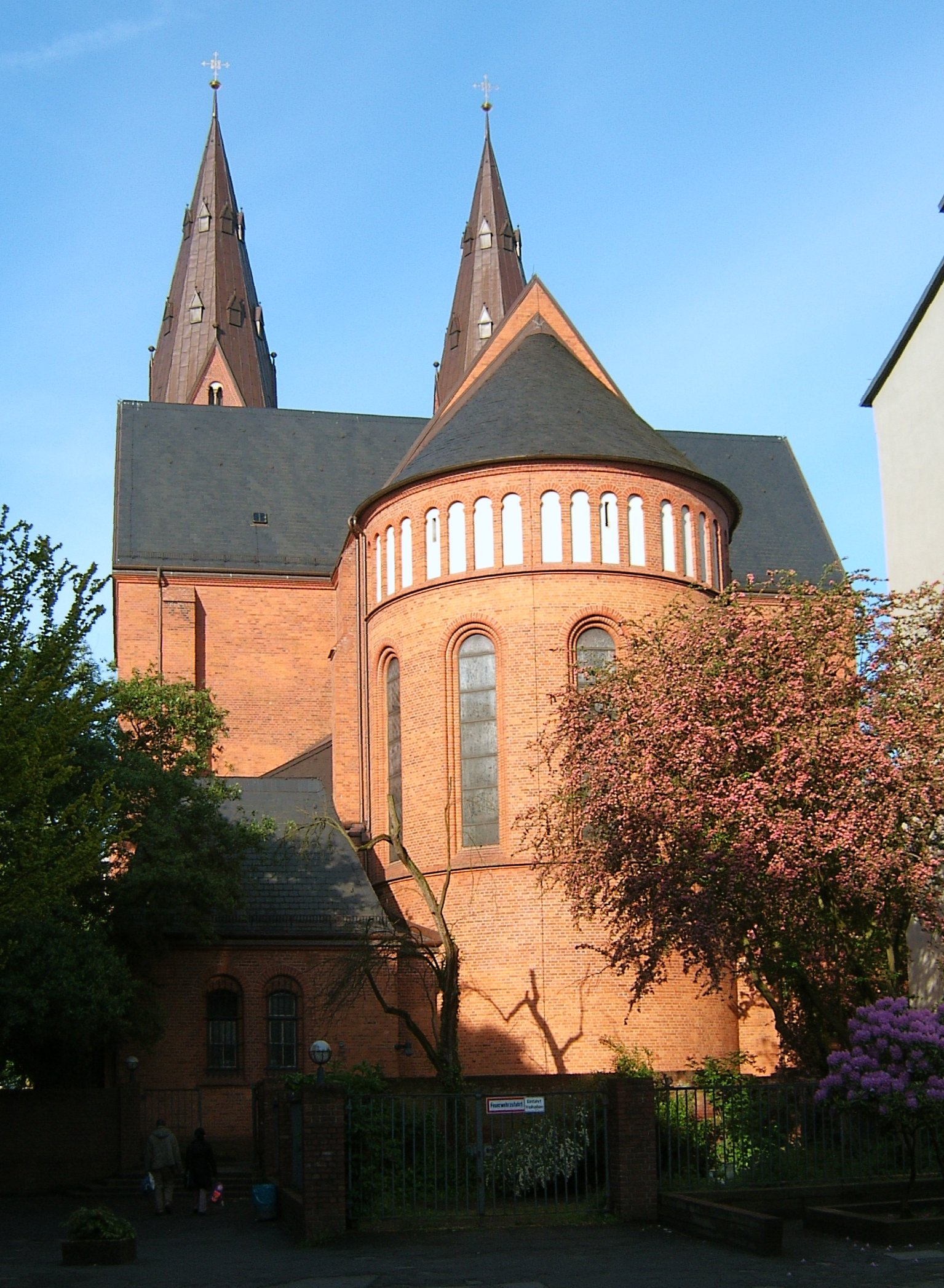
Abside
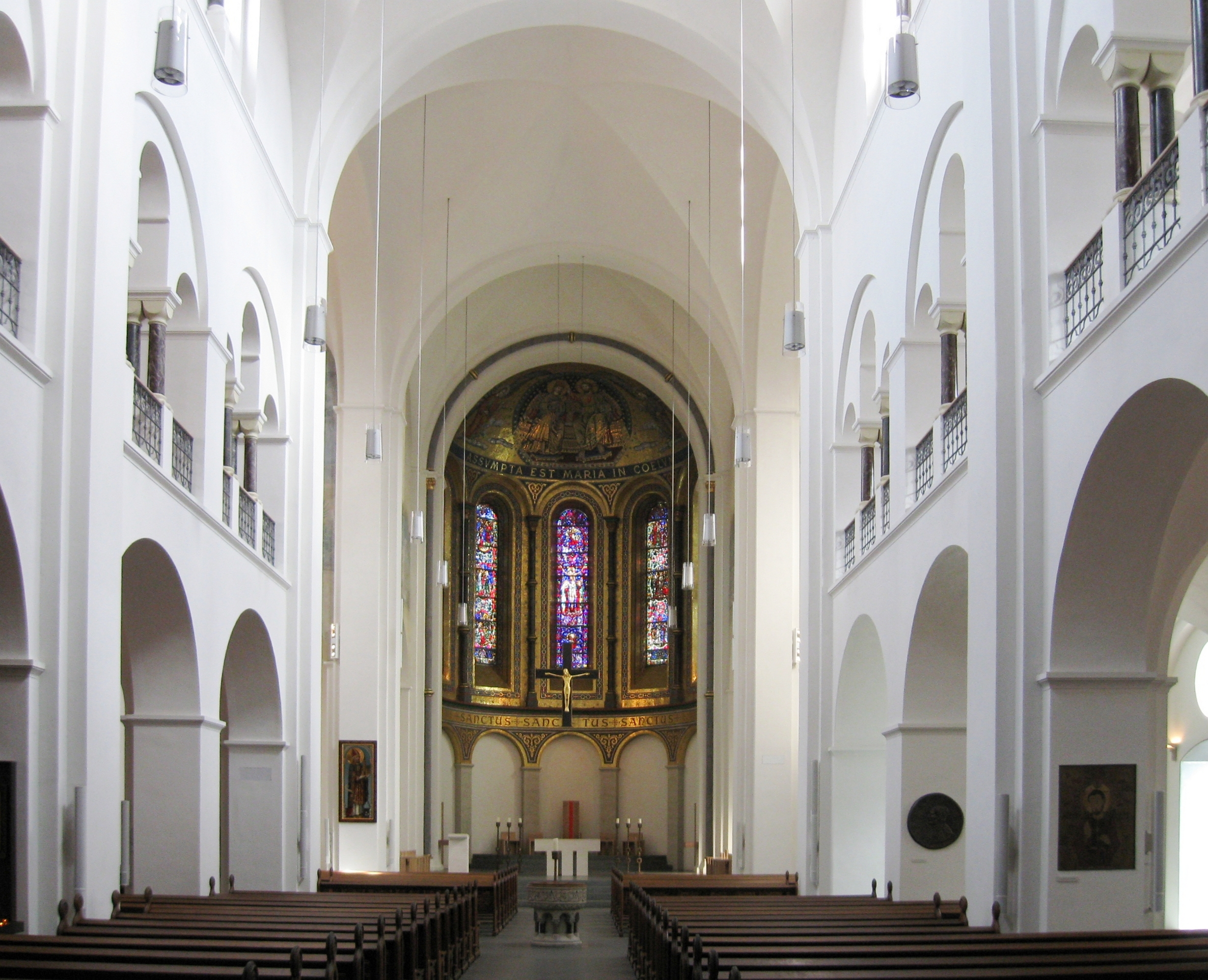
Interni
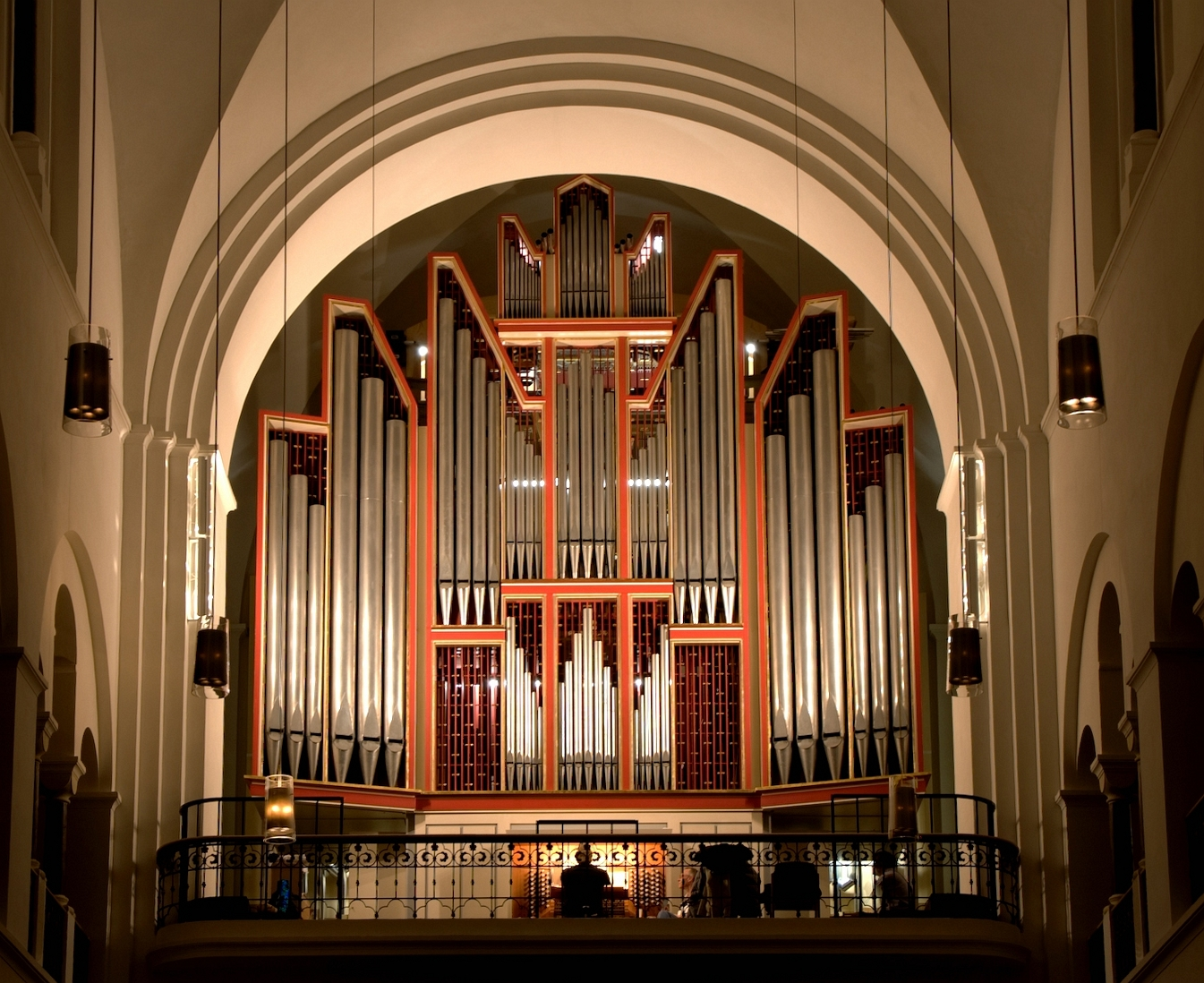
Organo

## Campane
| n° | nome                    | fusione | nota | peso     | torre | fonderia                          |
| -- | ----------------------- | ------- | ---- | -------- | ----- | --------------------------------- |
| 1  | Salvator                | 1928    | Do3  | 2.800 kg | nord  | Fonderia Otto, Hemelingen (Brema) |
| 2  | St. Marien (S. Maria)   | 1928    | Mi♭3 | 1.650 kg | nord  | Fonderia Otto, Hemelingen (Brema) |
| 3  | Caritas                 | 1947    | Fa3  | 1.150 kg | nord  | Fonderia Otto, Hemelingen (Brema) |
| 4  | St. Josef (S. Giuseppe) | 1928    | Sol3 | 800 kg   | nord  | Fonderia Otto, Hemelingen (Brema) |